# 斯莫羅德斯克
51°46′56″N 26°43′12″E / 51.78222°N 26.72000°E
斯莫羅德斯克（烏克蘭語：Смородськ）是烏克蘭西北部羅夫諾州薩爾內區米利亞奇市鎮的村莊。該村始建於1715年，面積0.8平方公里，海拔高度137米，2001年人口695，人口密度每平方公里868.8人。